# Barry Gibb
Sir Barry Alan Crompton Gibb (Douglas, 1 september 1946) is een Britse zanger, songwriter en producer afkomstig van het eiland Man. Met zijn broers Robin en Maurice vormde hij de Bee Gees, een van de succesvolste popgroepen aller tijden. Het trio startte in Australië, waar de familie Gibb in 1958 naartoe was verhuisd, maar de grootste successen kwamen nadat ze naar Engeland waren teruggekeerd. Gibb staat bekend om zijn falsetstem. In Groot-Brittannië heeft hij het record voor zes opeenvolgende nummer 1-hits. Als singer-songwriter was Gibb zowel actief binnen de Bee Gees als daarbuiten. Zo schreef hij ook nummers voor zijn jongste broer Andy. Daarnaast schreef Gibb onder andere voor Barbra Streisand, Dionne Warwick, Diana Ross, Céline Dion en Michael Jackson. Barry Gibb is de laatste overlevende van de drie musicerende broers Gibb. De jongste broer, Andy Gibb, trad in het begin soms ook op met de Bee Gees, maar was geen vast lid van de groep en overleed als eerste. Op 30 december 2017 kreeg Barry Gibb de titel 'Sir'.

## Biografie

### Vroege leven
Gibb werd geboren als zoon van Barbara en Hugh Gibb op het eiland Man. Hij heeft een oudere zus, Lesley (1945) en drie jongere broers: de tweeling Robin (1949-2012), Maurice (1949-2003) en Andy (1958-1988). Toen Barry twaalf was, verhuisde het gezin naar Australië. Daar begon Gibb samen met zijn twee jongere broers op te treden als de Bee Gees. In 1967 keerden de broers terug naar Engeland, waar zij hun uiteindelijke doorbraak zouden maken.

### Carrière
Gibb was als lid van de Bee Gees zeer succesvol. De band behoort tot de bestverkochte artiesten aller tijden. Het album Saturday Night Fever was tot de komst van het album Thriller van Michael Jackson het bestverkochte album ooit. De Bee Gees hadden verschillende hits en werden zestien keer genomineerd voor de Grammy's, waarvan ze er negen wonnen.

### Buiten de Bee Gees
In 1969 vielen de Bee Gees geleidelijk uiteen door solo-ambities. Gibb werkte begin 1970 aan een country-getint album met de werktitel The Kid's No Good; het zou nooit worden uitgebracht behalve de single I'll Kiss Your Memory die alleen in Nederland de top 20 haalde. De geplande opvolger One Bad Thing werd in juli 1970 op de Duitse televisie aan het publiek voorgesteld tijdens een missverkiezing voor tienermeisjes waar Gibb tevens plaatsnam in de jury. De single werd na enkele reeds geperste exemplaren ingetrokken, omdat de Bee Gees in augustus 1970 weer bijeenkwamen. Twee nummers van het comebackalbum Two Years On werden gecoverd door zangeres P.P. Arnold voor haar eerste soloplaat (pas in 2020 uitgebracht) waaraan Gibb meewerkte als producer.
In 1972 ging Gibb naar Los Angeles voor opnames in de Record Plant Studios op te nemen; ook deze werden niet uitgebracht en daarmee leek hij af te zien van een parallelle solocarrière. Gibb richtte zich weer volledig op de Bee Gees en maakte datzelfde een trip door Israël en de gelijknamige single die hij schreef, afkomstig van het album Trafalgar, was een "love song to Israël" toen hij dit daar bracht op het podium. Het werd een bescheiden hit in Nederland, België en Nieuw-Zeeland.
Pas in 1978 bracht Gibb weer een solosingle uit; de Beatles-cover A Day in the Life, afkomstig van de soundtrack van de film Sgt. Pepper's Lonely Hearts Club Band waarin de Bee Gees samen met Peter Frampton de hoofdrolspelers waren. Robin zong op de B-kant zijn versie van Oh! Darling.
In 1980 produceerde Gibb het album Guilty voor Barbra Streisand; op verzoek van de zangeres/actrice trad hij ook op als duetpartner op het titelnummer en What Kind of Fool
In 1984 bracht Gibb een soloalbum uit; Now Voyager, de soundtrack van de gelijknamige film waarin hij een rol speelde. Shine Shine werd een bescheiden hit.
In 2009 kondigde Gibb aan weer te gaan optreden met Robin als de Bee Gees. Robin overleed echter op 20 mei 2012 aan kanker. Op 7 oktober 2016 bracht Gibb na 32 jaar weer een soloalbum uit, getiteld In the Now. Het bereikte de 12e positie in de Nederlandse Album Top 100.
Gibb begon na de dood van zijn broers weer op te treden, na lang aandringen van zijn vrouw, in 2014. Hij trad op, samen met zijn zoon Steven, een heavymetalartiest. Soms ook met zijn nichtje Samantha, een dochter van een van zijn overleden broers, en andere muzikanten. Ook werd hij voor diverse gastoptredens gevraagd. In 2020 trad hij nog op tot de coronacrisis uitbrak.
Ondertussen kreeg Gibb op dinsdag 26 juni 2018 tijdens een plechtigheid in Buckingham Palace de titel van ridder. Door kroonprins Charles werd hij ridder geslagen vanwege zijn verdiensten in de muziekwereld en zijn liefdadigheidswerk. 'Knight fever' was de grappige titel in de Britse kranten. Een verwijzing naar de Bee Gees-klassieker Night fever.
Op 8 januari 2021 bracht Gibb het countryduet-album Greenfields: The Gibb Brothers' Songbook, Vol 1 uit, met daarop nieuwe uitvoeringen van Bee Gees-nummers. Aan het album werkten onder anderen Dolly Parton, Keith Urban, Sheryl Crow, Miranda Lambert en Jason Isbell mee. Het album werd geproduceerd door Dave Cobb.

## Discografie

### Albums
- 1970: The Kid's No Good (niet uitgebracht)
- 1984: Now Voyager
- 2006: The Eaten Alive Demos (iTunes)
- 2006: The Guilty Demos (iTunes)
- 2006: The Eyes That See in the Dark Demos (iTunes)
- 2006: The Heartbreaker Demos (iTunes)
- 2016: In the Now
- 2021: Greenfields: The Gibb Brothers' Songbook, Vol 1

### Singles
- 1970: I'll Kiss Your Memory
- 1978: A Day in the Life (Beatles-cover)
- 1981: Guilty (duet met Barbra Streisand)
- 1981: What Kind of Fool (duet met Barbra Streisand)
- 1984: Shine Shine
- 1984: Fine Line
- 1988: Childhood Days
- 2006: Dr. Mann
- 2006: Underworld
- 2007: Drown on the River
- 2011: All in Your Name (met Michael Jackson)
- 2016: In the Now
- 2016: Star Crossed Lovers
- 2020: Words of a Fool (duet met Jason Isbell)

### Soundtrack
- 1988: Hawks

### Radio 2 Top 2000
| Nummer met noteringen in de NPO Radio 2 Top 2000 | '99 | '00 | '01 | '02 | '03 | '04 | '05 | '06 | '07 | '08 | '09 | '10 | '11 | '12 | '13  | '14  | '15  | '16  | '17  | '18  | '19  | '20  | '21  | '22  | '23  | '24  |
| ------------------------------------------------ | --- | --- | --- | --- | --- | --- | --- | --- | --- | --- | --- | --- | --- | --- | ---- | ---- | ---- | ---- | ---- | ---- | ---- | ---- | ---- | ---- | ---- | ---- |
| Guilty (met Barbra Streisand)                    | 592 | 669 | 539 | 752 | 686 | 519 | 401 | 482 | 464 | 488 | 596 | 489 | 725 | 931 | 1358 | 1208 | 1313 | 1219 | 1385 | 1059 | 1278 | 1097 | 1176 | 1117 | 1058 | 1233 |

1. ↑  Een vetgedrukt getal geeft de hoogste notering aan.